# Роберт Харрисон Блейк
Роберт Харрисон Блейк (англ. Robert Harrison Blake) — вымышленный писатель ужасов, который впервые появляется без имени в рассказе Роберта Блоха 1935 года «Звездный бродяга». Лавкрафт использовал имя как альтер-эго самого Роберта Блоха и наделил им главного героя рассказа «Скиталец тьмы» (1936).

## Описание
Роберт Блох так описывает героя в «Звездный бродяга» (1935):
Я – автор фантастических рассказов. С раннего детства я был пленен тайной, очарован неведомым. Безымянные страхи, удивительные сны, странные, полуинтуитивные фантазии, посещавшие мой разум, всегда навевали на меня могучее и необъяснимое очарование.
В литературе я шел извилистыми тропинками вместе с По, пробирался по непроходимым областям устрашающих звезд с Бодлером и погружался в глубочайшие зеленые бездны безумия древних легенд. Хилый талант рисовальщика толкнул меня на попытку изобразить создания чужого мира, населявшие мои кошмары. Это и смутная интеллектуальная тенденция, водившая моим карандашом, пристрастили меня к самым темным областям музыкальной композиции: симфонические акценты «Данс Макабр» нравились мне больше всего. Скоро моя внутренняя жизнь стала шабашем различных чудовищных страхов.
Во всем остальном мое существование оставалось довольно тусклым. Детство в школе и юность в лицее прошли очень быстро. Со временем я вдруг заметил, что все более и более погружаюсь в жизнь безденежного отшельника, в жизнь спокойную, философскую, с моими книгами и грезами.

Но человеку нужно на что-то жить. Физически и интеллектуально неспособный к ежедневной работе, я искал дорогу, призвание. Экономический кризис довел мое существование почти да крайней черты, и я едва не впал в нищету. Вот тогда я решил писать.
Лавкрафт так описывает Блейка в рассказе «Скиталец тьмы» (1936):
Молодой писатель и художник был поглощен мифами, снами, ужасами и суевериями и жадно разыскивал все фантастическое и необычное. Его прошлый визит в город к странному, как и он сам, старику, всецело преданному оккультным и запретным наукам, закончился среди пламени и смерти, и, должно быть, следуя какому-то болезненному влечению, Блейк оставил свой дом в Милуоки и вернулся сюда. Несмотря на заверения в дневнике, он мог знать давние местные слухи, и его гибель могла бы в корне пресечь чудовищные мистификации, которым суждено было получить литературное выражение.
Роберт Блейк — молодой писатель и художник из Милуоки, штат Висконсин. Интересовался оккультизмом и был очарован большой заброшенной церковью на Федерал-хилл в Провиденс, штат Род-Айленд. Блейк написал пять фантастических рассказов: «Пещерный житель», «Ступени склепа», «Шаггай» (планета), «В долине Пнат» и «Звездный сибарит» — все они, как указал Роберт Прайс, являются дружескими пародиями на истории Роберта Блоха.  
Блейк страдал от сомнамбулизма и был одержим неким объектом в космосе, — как и герой из рассказа «Грёзы в ведьмовском доме»; а также в обоих произведениях упоминается Азатот. Блейк намекает на Страну снов и говорит, что церковь находится: «в эфемерном Мире грёз, который может растаять или нет, точно сон».  
Блейк описывает планету «Шаггай», более удаленную от Земли, чем Юггот, — это предвещает его мысленную связь с «Призраком», которого он считает воплощением Ньярлатхотепа. Блейку мерещатся звуки крыс, — как и герою из рассказа «Крысы в стенах», когда Ньярлатхотеп овладевает его разумом. В «Энциклопедии Лавкрафта» говорится, что в финале: «Мы должны поверить, что сущность в церкви, — «Охотник за тьмой», описываемая как аватар Ньярлатотепа, — уже овладела разумом Блейка, но в этот момент его поражает молния и, возможно, убивает эту сущность, как и самого Блейка».  

## Вдохновение
В первую очередь, персонаж основан на Роберте Блохе, но также включает элементы личности Лавкрафта, и черты Кларка Эштона Смита. Это альтер-эго было дружеской пародией на Роберта Блоха в ходе их переписки с Лавкрафтом. Лавкрафт написал рассказ в ответ на рассказ «Звездный бродяга» Блоха, в котором автор убивает персонажа, прообразом которого послужил сам Лавкрафт. Позднее Роберт Блох написал третий рассказ «Тень от шпиля» (1950), чтобы создать трилогию. В 1936 году Блох опубликовал рассказ, в котором Блейк фактически не умирал, но был одержим Ньярлатхотепом и убил персонажа, основанного на образе Лавкрафта.
В своих письмах к тогда еще молодому писателю Роберту Блоху, Лавкрафт писал, что персонаж Блейка преднамеренно сочетал в себе тонко завуалированные черты, жесты и мимику знакомого ему корреспондента, который был убит. 